# Dimitris Siovas
Dimitris Siovas (Grieks: Δημήτρις Σιόβας) (Drama, 16 september 1988) is een Grieks voetballer die doorgaans speelt als centrale verdediger. In januari 2025 verliet hij PAS Lamia. Siovas maakte in 2012 zijn debuut in het Grieks voetbalelftal.

## Clubcarrière
Siovas werd geboren in Drama en sloot zich al vroeg aan bij de jeugdopleiding van Skoda Xanthi. In 2008 besloot de verdediger de overstap te maken naar Panionios. De tweede helft van het seizoen 2008/09 speelde hij op huurbasis bij Ionikos, waarvoor hij in elf competitieduels uitkwam. Na zijn terugkeer werd hij een vaste basisspeler bij Panionios.
Op 15 juni 2012 werd bekend dat Olympiakos Siovas had aangetrokken voor circa driehonderdduizend euro. Bij de regerend landskampioen ondertekende de verdediger een contract voor vier seizoenen. Eerder dat jaar, in januari, waren club en speler al dit contract overeengekomen. Zijn eerste wedstrijd voor Olympiakos speelde de verdediger op 26 augustus 2012. Op die dag werd er met 1–2 gewonnen op bezoek bij PAE Veria en Siovas mocht van coach Leonardo Jardim als centraal duo met Pablo Contreras starten.
In januari 2017 werd de centrumverdediger door Olympiakos voor een half jaar verhuurd aan Leganés. Na afloop van deze verhuurperiode nam de Spaanse club Siovas definitief over, voor een bedrag van drie miljoen euro. Bij Leganés zette hij zijn handtekening onder een verbintenis voor de duur van vier seizoenen. Medio 2020 stapte Siovas transfervrij over naar Huesca. Hier vertrok hij een jaar later.
Na een half seizoen zonder werkgever, tekende de Griek in januari 2022 tot het einde van het seizoen bij Fortuna Sittard. Hierna leek hij te gaan vertrekken, maar hij tekende toch een nieuw contract en verlengde met twee seizoenen in Sittard. Na afloop van dit contract vertrok Siovas wel uit Sittard; PAS Lamia haalde hem terug naar Griekenland.

## Interlandcarrière
Siovas maakte zijn debuut in het Grieks voetbalelftal op 15 augustus 2012, toen met 2–3 gewonnen werd van Noorwegen. Van de Portugese bondscoach Fernando Santos mocht Siovas tien minuten voor het einde van het duel invallen voor Nikos Spiropoulos. Op 16 oktober van hetzelfde jaar kreeg de verdediger zijn eerste basisplaats, tegen Slowakije. Hij speelde tevens mee tijdens de twee beslissende play-off wedstrijden tegen Roemenië, die bepaalden dat Griekenland naar het WK 2014 zou gaan.
| Interlands van Dimitris Siovas voor Griekenland | Interlands van Dimitris Siovas voor Griekenland | Interlands van Dimitris Siovas voor Griekenland | Interlands van Dimitris Siovas voor Griekenland | Interlands van Dimitris Siovas voor Griekenland | Interlands van Dimitris Siovas voor Griekenland | Interlands van Dimitris Siovas voor Griekenland |
| №                                               | Datum                                           | Wedstrijd                                       | Uitslag                                         | Competitie                                      | Goals                                           |                                                 |
| Als speler bij Olympiakos                       | Als speler bij Olympiakos                       | Als speler bij Olympiakos                       | Als speler bij Olympiakos                       | Als speler bij Olympiakos                       | Als speler bij Olympiakos                       | Als speler bij Olympiakos                       |
| ----------------------------------------------- | ----------------------------------------------- | ----------------------------------------------- | ----------------------------------------------- | ----------------------------------------------- | ----------------------------------------------- | ----------------------------------------------- |
| 1                                               | 15 augustus 2012                                | Noorwegen – Griekenland                         | 2 – 3                                           | Vriendschappelijk                               |                                                 |                                                 |
| 2                                               | 16 oktober 2012                                 | Slowakije – Griekenland                         | 0 – 1                                           | WK 2014 kwalificatie                            |                                                 |                                                 |
| 3                                               | 14 augustus 2013                                | Oostenrijk – Griekenland                        | 0 – 2                                           | Vriendschappelijk                               |                                                 |                                                 |
| 4                                               | 6 september 2013                                | Liechtenstein – Griekenland                     | 0 – 1                                           | WK 2014 kwalificatie                            |                                                 |                                                 |
| 5                                               | 10 september 2013                               | Griekenland – Letland                           | 1 – 0                                           | WK 2014 kwalificatie                            |                                                 |                                                 |
| 6                                               | 15 oktober 2013                                 | Griekenland – Liechtenstein                     | 2 – 0                                           | WK 2014 kwalificatie                            |                                                 |                                                 |
| 7                                               | 15 november 2013                                | Griekenland – Roemenië                          | 3 – 1                                           | WK 2014 kwalificatie                            |                                                 |                                                 |
| 8                                               | 19 november 2013                                | Roemenië – Griekenland                          | 1 – 1                                           | WK 2014 kwalificatie                            |                                                 |                                                 |
| 9                                               | 13 november 2015                                | Luxemburg – Griekenland                         | 1 – 0                                           | Vriendschappelijk                               |                                                 |                                                 |
| 10                                              | 17 november 2015                                | Turkije – Griekenland                           | 3 – 0                                           | Vriendschappelijk                               |                                                 |                                                 |
| 11                                              | 24 maart 2016                                   | Griekenland – Montenegro                        | 2 – 1                                           | Vriendschappelijk                               |                                                 |                                                 |
| 12                                              | 29 maart 2016                                   | Griekenland – IJsland                           | 2 – 3                                           | Vriendschappelijk                               |                                                 |                                                 |
| Als speler bij Leganés                          |                                                 |                                                 |                                                 |                                                 |                                                 |                                                 |
| 13                                              | 15 november 2018                                | Griekenland – Finland                           | 1 – 0                                           | Nations League 2018/19                          |                                                 |                                                 |
| 14                                              | 23 maart 2019                                   | Liechtenstein – Griekenland                     | 0 – 2                                           | EK 2020 kwalificatie                            |                                                 |                                                 |
| 15                                              | 26 maart 2019                                   | Bosnië en Herzegovina – Griekenland             | 2 – 2                                           | EK 2020 kwalificatie                            |                                                 |                                                 |
| 16                                              | 8 juni 2019                                     | Griekenland – Italië                            | 0 – 3                                           | EK 2020 kwalificatie                            |                                                 |                                                 |
| 17                                              | 11 juni 2019                                    | Griekenland – Armenië                           | 2 – 3                                           | EK 2020 kwalificatie                            |                                                 |                                                 |
| 18                                              | 12 oktober 2019                                 | Italië – Griekenland                            | 2 – 0                                           | EK 2020 kwalificatie                            |                                                 |                                                 |
| 19                                              | 3 september 2020                                | Slovenië – Griekenland                          | 0 – 0                                           | Nations League 2020/21                          |                                                 |                                                 |
| 20                                              | 6 september 2020                                | Kosovo – Griekenland                            | 1 – 2                                           | Nations League 2020/21                          | 51'                                             |                                                 |

Bijgewerkt op 7 februari 2025.

## Erelijst
| Super League    | 4 | 2012/13, 2013/14, 2014/15, 2015/16 |
| Kupello Elladas | 2 | 2012/13, 2014/15                   |